# O Dia Depois de Amanhã
The Day After Tomorrow (prt/bra: O Dia Depois de Amanhã) é um filme estadunidense de 2004, do gênero ação, aventura e ficção científica pós-apocalíptico, dirigido por Roland Emmerich e estrelado por Dennis Quaid, Jake Gyllenhaal, Emmy Rossum e Ian Holm.
Baseado no livro de 1999 The Coming Global Superstorm de Art Bell e Whitley Strieber, o filme retrata os efeitos catastróficos do aquecimento global e do esfriamento global. O filme foi realizado na sua maioria em Montreal e se tornou o mais caro da história de Hollywood a ser rodado no Canadá.
Lançado em 28 de maio de 2004, o filme se tornou um sucesso comercial, arrecadando mais de 550 milhões de dólares nas bilheterias, tornando-se o sexto filme de maior receita nos cinemas em 2004. No entanto, recebeu críticas mistas, com críticos elogiando seus efeitos especiais, mas criticando sua escrita e inúmeras imprecisões científicas.

## Enredo
Jack Hall é um climatologista em uma expedição na Antártida com os colegas, Frank e Jason. Eles fazem a perfuração de amostras de gelo para o NOAA quando a calota de gelo se rompe e Jack quase cai para a morte. Mais tarde, em Nova Deli, Jack apresenta as suas conclusões sobre o aquecimento global numa conferência da ONU, mas não convence os diplomatas e irrita, especialmente, o vice-presidente dos Estados Unidos, Raymond Becker.
Entretanto, o professor Terry Rapson do Hedland Research Centre, na Escócia, acredita nas teorias de Jack. Várias boias no Atlântico Norte, começam a mostrar ao mesmo tempo uma queda acentuada na temperatura do oceano, e Rapson conclui que o derretimento do gelo polar interrompeu a corrente do Atlântico Norte. Ele contacta Jack, cujo modelo climatológico mostra como as mudanças climáticas causadas na primeira Idade do Gelo podem acontecer de novo. Jack pensou que os acontecimentos levariam centenas ou milhares de anos para acontecer, mas sua equipe, juntamente com o meteorologista da NASA, Janet Tokada montam um modelo de previsão com os dados combinados e verificam que esse prazo é bem menor.
Em todo o mundo, o clima violento provoca destruição em massa, incluindo uma enorme tempestade de neve em Nova Deli, uma tempestade de granizo do tamanho de bolas de golfe em Tóquio, e uma série de tornados devastadores em Los Angeles. O presidente Blake, autoriza a FAA para suspender todo o tráfego aéreo devido à turbulência severa. Na Estação Espacial Internacional (ISS), três astronautas assistem a um sistema enorme de tempestades no hemisfério norte, atrasando seu retorno a Terra.
Enquanto isso, o filho de Jack, Sam está em Nova York para uma competição acadêmica com seus amigos Brian e Laura, onde fazem amizade com um estudante chamado JD. Na deslocação para a competição enfrentam várias situações: no voo, passam por uma grave turbulência (Sam agarra a mão de Laura no susto), as aves que migram para sul, de repente, enchem o céu em toda Nova York e o tempo torna-se cada vez mais violento, com ventos intensos e chuvas (fazendo com que o tráfego congestionado nas ruas de Manhattan pare). Sam chama seu pai, que promete estar a caminho, mas o metrô e estação Grand Central Terminal estão fechadas devido às enchentes. Enquanto a tempestade se agrava, um enorme tsunami atinge Manhattan, provocando grandes inundações e matando milhares de pessoas. No meio do caos, Sam e seus amigos fogem da parede de água se abrigando na New York Public Library, mas não antes de Laura ficar ferida no pára-choques de um táxi submerso na enchente.
Enquanto os sobreviventes no norte dos Estados Unidos são forçados a ficar dentro de casa devido ao frio, as ordens do presidente são de evacuação dos estados do sul, fazendo com que quase todos os refugiados vão para o México. Jack e sua equipe partem para Manhattan para encontrar seu filho. Seu caminhão bate contra uma árvore na Filadélfia logo depois e o grupo continua a pé. Durante a viagem, Frank cai pelo telhado de vidro de um shopping center coberto de neve. Jason e Jack tentam puxar para cima Frank mas o vidro continua a rachar-se debaixo deles, o que leva Frank a sacrificar-se cortando a corda e caindo vários metros no chão. Raymond Becker também fica sabendo que a caravana do presidente foi pega em uma das super tempestades, tornando-o o novo presidente.
Na biblioteca, os refugiados decidem sair na neve procurando fugir da tempestade, mas Sam avisa a todos para ficarem. Entretanto, poucos o escutam. O pequeno grupo que permanece queima livros para se manterem vivos e quebram a máquina de venda automática de alimentos. Laura sofre de uma septicemia, devido à sua perna cortada, infectada pelas águas contaminadas que inundaram as ruas, agora congeladas. Então, Sam, Brian e JD vão em busca de penicilina num navio de carga russo vazio encalhado em Nova York, sendo atacados por lobos famintos que escaparam dum abrigo do Central Park. O olho da super tempestade começa a passar sobre a cidade e, de imediato, tudo congela de cima para baixo. Os três conseguem voltar para a biblioteca com os alimentos, medicamentos e suprimentos que conseguiram pegar.
Durante o congelamento, Jack e Jason abrigam-se num restaurante abandonado Wendy's, e em seguida, retomam a sua viagem. Tempo depois, os astronautas da ISS confirmam a dissipação das tempestades, com Jack e Jason chegando finalmente em Nova York. Eles perdem as esperanças quando encontram a biblioteca enterrada na neve, mas encontram o grupo de Sam vivo. Eles são resgatados por helicópteros Black Hawk. O Presidente Becker ordena buscas e equipes de resgate para procurar outros sobreviventes, tendo sido dada a esperança de sobrevivência do grupo de Sam. O filme termina com os astronautas, olhando para a Terra a partir da Estação Espacial, mostrando a maior parte do hemisfério norte, coberto de gelo e neve, e uma redução significativa da poluição.

## Elenco
- Dennis Quaid — Jack Hall
- Jake Gyllenhaal — Sam Hall
- Emmy Rossum — Laura Chanpagnan
- Arjay Smith — Brian Parks
- Dash Mihok — Jason Evans
- Jay O. Sanders — Frank Harris
- Sela Ward — Dra. Lucy Hall
- Nestor Serrano — Gomez
- Austin Nichols — J.D.
- Ian Holm — Terry Rapson
- Tamlyn Tomita — Janet Tokada
- Kenneth Welsh — Raymond Becker
- Perry King — Presidente Blake
- Christopher Britton — Vorsteen

## Produção

### Desenvolvimento
O Dia Depois de Amanhã foi inspirado pelo livro The Coming Global Superstorm, escrito pelo apresentador de rádio Art Bell e pelo escritor Whitley Strieber; Strieber posteriormente também escreveu a novelização do filme.
Para escolher um estúdio, o escritor Michael Wimer criou um leilão, com uma cópia do roteiro sendo enviada a todos os grandes estúdios junto com um termo de compromisso. Eles tinham uma janela de 24 horas para decidir se produziriam o filme com a direção de Roland Emmerich; a Fox foi o único estúdio a aceitar os termos.

### Filmagens
O filme foi rodado predominantemente em Montreal e Toronto, com algumas filmagens a serem realizadas na cidade de Nova York e Chiyoda, no Japão. As filmagens ocorreram de 7 de novembro de 2002 a 18 de outubro de 2003.

### Efeitos especiais
O filme apresenta 416 tomadas de efeitos visuais, com nove casas de efeitos, notadamente a Industrial Light & Magic e Digital Domain, e mais de 1.000 artistas, que trabalharam no filme por mais de um ano. Embora um conjunto em miniatura tenha sido inicialmente considerado de acordo com o documentário dos bastidores, para a destruição de Nova York, os artistas de efeitos utilizaram um modelo 3D de Manhattan escaneado por Lidar de treze blocos, com mais de cinquenta mil fotografias digitalizadas usadas para construir texturas. Devido à sua complexidade geral e um cronograma apertado, a cena da tempestade exigia até três fornecedores de efeitos especiais para certas tomadas, com a água digital criada pela Digital Domain ou pela pequena casa de efeitos Tweak Films, dependendo da tomada.
Da mesma forma, o viaduto de abertura da Antártica também foi gerado por computador, criado pela digitalização de modelos de icebergs em miniatura criados a partir de isopor esculpido; os pedaços de gelo caindo conforme as rachaduras nas prateleiras eram inteiramente animados à mão. Criada pela empresa de efeitos Hydraulx e com aproximadamente dois minutos e meio de duração, a cena era na época a mais longa tomada contínua totalmente em computação gráfica da história do cinema, superando o zoom-out espacial da abertura de Contact (1997).

## Lançamento e recepção
O Dia Depois de Amanhã estreou na Cidade do México no dia 17 de maio de 2004, mas também foi exibido aos participantes do programa Big Brother Austrália, que não foi classificada para a estreia do filme. Foi lançado mundialmente a partir de 26 a 28 de maio com excecção da Coreia do Sul e Japão, onde foi lançado nos dias 4 e 5 de junho, respectivamente. O filme foi originalmente planejado para ser lançado no ano de 2003.

### Bilheteria
O filme custou 125 milhões de dólares para ser produzido. Na primeira semana de exibição arrecadou 68 743 584 de dólares (com o feriado Memorial Day o lucro foi ainda maior: 85 807 341 de dólares), ficando na segunda posição atrás de Shrek 2. Na segunda semana arrecadou mais 27 869 665 de dólares (mesmo caindo 59,5%).
O total de arrecadação na América do Norte foi de 186 740 799 de dólares e no resto do mundo 357 531 603 de dólares, para um total de 544 272 402 de dólares (a sexta bilheteria do ano, a maior bilheteria da carreira de Dennis Quaid e o maior filme já feito sobre catástrofes naturais).

### Crítica
O Dia Depois de Amanhã gerou críticas mistas dos críticos, que elogiaram os seus  efeitos visuais, mas criticaram o roteiro e suas imprecisões científicas. O Rotten Tomatoes avaliou-o com uma classificação de 45%; o consenso geral do site afirma que: "Um filme ridículo preenchido com diálogos desajeitados, mas os visuais espetaculares salvá-lo-ão de ser um desastre total". Roger Ebert, do Chicago Sun-Times, elogiou efeitos especiais, dando-lhe três estrelas em quatro. O ativista ambiental e colunista George Monbiot, do The Guardian, chamou-o de "um grande filme e ciência ruim". Com base de 38 avaliações profissionais, alcançou uma pontuação de 47% no Metacritic.

## Prêmios e indicações
BAFTA 2005 (Reino Unido)
- Venceu na categoria de Melhores Efeitos Especiais.

MTV Movie Awards 2005 (EUA)
- Venceu na categoria de Melhor Cena de Ação.
- Indicado na categoria de Melhor Revelação Feminina (Emmy Rossum).

Prêmio Saturno 2005 (Academia de Filmes de Ficção Científica, Fantasia e Terror, EUA)
- Indicado nas categorias de Melhor Filme de Ficção Científica e Melhores Efeitos Especiais.

### Filmes
- 2012
- Knowing

### Televisão
- Two Days Before the Day After Tomorrow